# Pedro Antonio de Alarcón
Pedro Antonio de Alarcón y Ariza (n. 10 martie 1833 - d. 19 iulie 1891) a fost prozator spaniol, reprezentant al costumbrismului.

## Opera
- 1860: Jurnal al unui martor al războiului din Africa ("Diario de un testigo de la guerra de África");
- 1861: De la Madrid la Neapole ("De Madrid a Nápoles"):
- 1874: Tricornul ("El sombrero de tres picos");
- 1875: Scandalul ("El escándalo");
- 1880: Copilul cu mingea ("El niño de la bola");
- 1881: Povestiri de dragoste ("Cuentos amatorios");
- 1881: Istorioare naționale ("Historietas nacionales");
- 1881: Povestiri neverosimile ("Narraciones inverosímiles");
- 1882: Risipitoarea ("La Pródiga");
- 1889: Istoria cărților mele ("Historia de mis libros").

## Legături externe
- en  es  Opere la Project Gutenberg
- en  Opere la Cervantes Virtual